# Model se soustředěnými prvky

Reprezentace modelu se soustředěnými prvky tvořeného zdrojem napětí a rezistorem.

Model se soustředěnými prvky nebo model se soustředěnými parametry zjednodušuje popis chování prostorově distribuovaných fyzikálních systémů, např. elektrických obvodů, na topologii sestávající z diskrétních entit, které aproximují chování distribuovaného systému za určitých předpokladů. Jsou užitečné v elektrických systémech (včetně elektroniky), mechanických systémech více těles, pro popis šíření tepla, v akustice, atd. Tím se mohou lišit od systémů s distribuovanými parametry nebo modelů, jejichž parametry jsou rozprostřené v prostoru a nelze je považovat za soustředěné do diskrétních entit.
Matematicky řečeno, zjednodušení omezuje stavový prostor systému na prostor konečné dimenze, a parciální diferenciální rovnice spojitého (nekonečněrozměrného) časového a prostorového modelu fyzikálního systému na obyčejné diferenciální rovnice s konečným počtem parametrů.

## Elektrické systémy

### Obvody s prvky se soustředěnými parametry
Obvody s prvky se soustředěnými parametry vycházejí se sady předpokladů v elektrotechnice, které poskytují základy pro abstrakci obvodů se soustředěnými parametry používanou v analýze obvodů. Omezení jsou následující:
1. Časová změna magnetického toku mimo vodič je nulová:
{\displaystyle {\frac {\partial \phi _{B}}{\partial t}}=0}
2. Časová změna náboje ve vodiči je nulová:
{\displaystyle {\frac {\partial q}{\partial t}}=0}
3. Doba změny nebo trvání signálů je mnohem větší než zpoždění šíření elektromagnetických vln prvkem se soustředěnými parametry.

Pokud jsou první dva předpoklady aplikovány na Maxwellovy rovnice, vedou ke Kirchhoffovým zákonům a jsou použitelné pouze tehdy, když obvod je v ustáleném stavu. Třetí předpoklad je základem modelu se soustředěnými parametry používaného při analýze obvodů. Méně přísné předpoklady vedou k modelu s distribuovanými prvky, který stále nevyžaduje přímé použití kompletních Maxwellových rovnic.

### Model se soustředěnými prvky
Model elektronických obvodů se soustředěnými prvky vychází ze zjednodušujících předpokladů, že parametry obvodů – odpor, kapacita, indukčnost a zisk – jsou koncentrovány do idealizovaných elektrických součástek; rezistorů, kondenzátorů, cívek, atd. navzájem propojených krátkými a dokonale vodivými vodiči.
Model se soustředěnými prvky je platný, pokud {\displaystyle L_{c}\ll \lambda }, kde {\displaystyle L_{c}} označuje charakteristickou délku obvodu, a {\displaystyle \lambda } označuje vlnovou délku signálů, se kterými obvod pracuje. Pokud rozměry obvodu jsou srovnatelné s vlnovou délkou signálů, musíme používat obecnější modely, např. model s distribuovanými prvky (včetně přenosových vedení), jehož dynamické chování je popsáno Maxwellovými rovnicemi. Jiný způsob, jak nahlížet na validitu modelu se soustředěnými prvky, je všimnout si, že tento model zanedbává, že šíření signálů obvodem trvá nenulovou dobu. Pokud tento čas šíření není pro danou aplikaci významný, lze použít model se soustředěnými prvky. To je případ, kdy čas šíření je mnohem kratší než perioda použitých signálů. S rostoucím časem šíření se však chyba mezi předpokládanou a skutečnou fází signálu bude zvětšovat, což zase vede k chybám v předpokládané amplitudě signálu. Přesný bod, od něhož model se soustředěnými prvky již může být používán, závisí do určité míry na tom, jak přesně v dané aplikaci potřebujeme znát signál.
Reálné komponenty vykazují neideální charakteristiky, kvůli kterým jsou ve skutečnosti distribuovanými prvky, ale v prvním přiblížení je často lze reprezentovat prvky se soustředěnými parametry. Například má-li být uvažován (elektrický) svod kondenzátoru, můžeme reálný kondenzátor modelovat doplněním ideálního kondenzátoru rezistorem s velkým soustředěným odporem připojeným paralelně, přestože (elektrický) svod je ve skutečnosti distribuovaný v celém dielektriku. Podobně drátový vinutý rezistor má kromě odporu i významnou indukčnost distribuovanou po celé délce, kterou však můžeme modelovat jako soustředěnou indukčnost zapojenou sériově s ideálním rezistorem.